# Deah Teumanah
Deah Teumanah is een bestuurslaag in het regentschap Pidie Jaya van de provincie Atjeh, Indonesië. Deah Teumanah telt 975 inwoners (volkstelling 2010).